# ジェイ (韓国の歌手)
ジェイ（Jay、제이、1983年4月8日 - ） は、韓国の歌手、ラッパー、俳優。ロック・バンドTRAXのボーカル担当。

## 略歴
2004年 TRAXでデビュー。
2007年に声帯結節のために声帯手術を受けたが思ったよりも嚢胞の根が深く、手術後1年の間に話をしなかった。3年の空白期間の間TRAXのベーシスト・ガンジョンオが脱退して、彼はキム・ジョンモと同バンドに残った。

## ディスコグラフィ

### 参加アルバム
- 2006 SUMMER VACATION IN SM TOWN（2006）
- ハイエナ韓国ドラマOST（2006）
- 2006 WINTER VACATION IN SM TOWN（2006）
- ビリージーン私を見る（2007）
- SBS太陽を飲み込め（2009）

## 出演作品

### ドラマ
- 2009年 MBC「う専門担当班ゼロ」 - ミン・ヅヒョン役
- 2010年 KBS2「プレジデント」 - ユ・ミン機役
- 2011年 KBS1「我が家の女性」 - イ・セイン役
- 2015年 SBS「深夜食堂」 - ジョ・ジンソン役
- 2015年 KBS2「商売の神-客主2015」 - ミン・ヨウンモク役
- 2016年 KBS2「空港への道」 - ジャン・ヒョンオ役
- 2017年 KBS1「アンダンテ」 - ガン・ヒョンオ役
- 2018年 KBS2「波よ波よ」 - チャ・サンピル役
- 2019年「本気がダトダ」 - イ・ガンジュン役

### MV
- TRAX -チョウ（初雨/ Cold Rain）（With。リナ、ガンジョンオ）棟役。